# Malmbäcks distrikt
Malmbäcks distrikt är ett distrikt i Nässjö kommun och Jönköpings län. 
Distriktet ligger i västra delen av kommun. 

## Tidigare administrativ tillhörighet
Distriktet inrättades 2016 och utgörs av socknen Malmbäck i Nässjö kommun.
Området motsvarar den omfattning Malmbäcks församling hade vid årsskiftet 1999/2000.